# Байлщайн
Байлщайн (на немски: Beilstein) е част от Грайфенщайн във Вестервалд в Среден Хесен (Германия) с 1575 жители (на 30 юни 2010).
Байлщайн се намира на около 10 км югозападно от Херборн, 17 км северозападно от Вецлар и на ок. 80 км северно от Франкфурт на Майн.
Замъкът Байлщайн е споменат в документ за пръв път през 1129 г. и през 1320 г. е подобрен от графовете от Дом Насау. Байлщайн получава права на град на 18 февруари 1321 г. През 1363–1561 г. съществува графската линия Насау-Байлщайн и отново през 1607–1620 г. е резиденция на страничната линия на фамилията Насау-Диленбург с Георг фон Насау-Байлщайн.
На 1 януари 1977 г. общината Байлщайн влиза в новата община Грайфенщайн.